# المنادى
المنادى في علم النحوهو المطلوب إقباله بحرف، بشرط أن يكون هذا الحرف نائباً مكان أدعو. يبني المنادى على ما يرفع به بتوفر شرطين: 1-بإفراده عن الإضافة. 2-وأن يراد به معين.

## أقسام المنادى
- العلم المفرد.
- النكرة المقصودة.
- النكرة غير المقصودة.
- المنادى المضاف.
- المنادى الشبيه بالمضاف.[3]

## حروف النداء
- أَ
- أيْ
- يا
- أيا
- هيا
- وا

حيثُ يُستعْمَلُ (أ - أيْ) لـنداءِ القريبِ، مثل: أعادلُ ساعدني في رَفْعِ الصُندوقِ.
ومثل: أيْ خليلُ، رُدَّ عَلى الهاتِف.
وتُستعمل (يا) لِكُلِّ منادى، بعيدًا كانَ أو قريبًا أو متوسط القُرْبِ والبُعدِ، كما تُستعملُ في الاستغاثة، مثل: يا عمادَ الدين توَقفْ.
وتستعمل أيا، هيَا و (وا) لـنداء البعيد.
مثل: أيا إبراهيمُ، تعالَ.
هيا سليمُ، هل أتمَمْتَ وَصْلَ الكهرباءِ إلى المشترك؟
كما تُسْتَعْمَلُ (وا) للنُدبةِ، مثل: وا عبدَ الرحمن، هل وَجَدَتَ المِحفَظَةَ.

## أحكام المنادى
حكمُ المنادى أنْ يكونُ منصوبًا لَفْظًا أو مَحَلًا.
وَيُنصبُ المنادى، إذا كان نَكِرَة غيرَ مقصودَةٍ مثل: يا سامعًا ساعدني.
«سامعًا» منادى منصوب وعلامة نصبه الفتحة الظاهرة على آخره.
أو إذا كانَ مضافًا. مثل: يا ابن الكرامِ، لا تَتَسرَّعْ.
أو إذا كان شبيهًا بالمضاف مثل:
يا حَسَنًا خُلُقُهُ تَقَدّمْ!
وينصب وعلامة نصبه الفتحة الظاهرة، أو ما ينوب عنها (كالياء في المثنى وجمع المذكر السالم، والألف في الأسماء الخمسة، والكسرة في جمع المؤنث السالم)، مثل:
يا طالبَي العلم، اتق الله.
يا طالبِي العلم، اتقوا الله.
يا ذا الفضل، جُد بالكرم.
يا طالباتِ العلم، اجتهدن في طلبه.
ويكون المنادى مبنيًّا في محل نصْبٍ:
- إذا كان المنادى عَلمًا مفردًا، مثل: يا فاطمةُ أكملي الرسالةَ.
- إذا كان المنادى نَكِرَة مقصودة، مثل: يا غلامُ ماذا تبيعُ؟
ويُبنى هذان النوعان من المنادى، على الحركةِ التي يُرفَعانِ بها، ففي قولنا:
يا فاطمةُ، ويا غلامُ.
يُبنى المنادى على الضمةِ في محل نصْبٍ.
وفي قولنا: يا موسى ويا فتى، يُبنى على ضمةٍ مقدرةٍ على الألف في محل نصب.
وفي قولنا: يا بائعان.
يُبنى المنادى على الألف، في محل نصب. لأن بائعان مثنى.
يا بائعون:
يُبنى المنادى على الواو، في محل نصب.
يا بائعاتُ: يُبنى المنادى على الضمة، في محل نصب.

## النداء في القرآن الكريم
من أمثلة على المنادى من القرآن الكريم:
- قال تعالى: ﴿يا عبادي الذين أسرفوا﴾ [[[سورة الزمر|الزمر]] 53].
- قال تعالى: ﴿يا حسرتا على ما فرطت في جنب الله﴾ [الزمر 56].
- قال تعالى: ﴿يا أيها الناس﴾ [الحج 1].
- قال تعالى: ﴿يا جبال أوبي معه والطير﴾ [سبأ 10].
- قال تعالى: ﴿وقالوا يا أيها الذي نزل عليه الذكر إنك لمجنون﴾ [الحجر 6].
- قال تعالى: ﴿يا موسى أقبل ولا تخف﴾ [القصص 31].[4]